# Exserohilum paspali
Exserohilum paspali är en svampart som beskrevs av J.J. Muchovej & Nesio 1987. Exserohilum paspali ingår i släktet Exserohilum och familjen Pleosporaceae.   Inga underarter finns listade i Catalogue of Life.